# Lidstrich

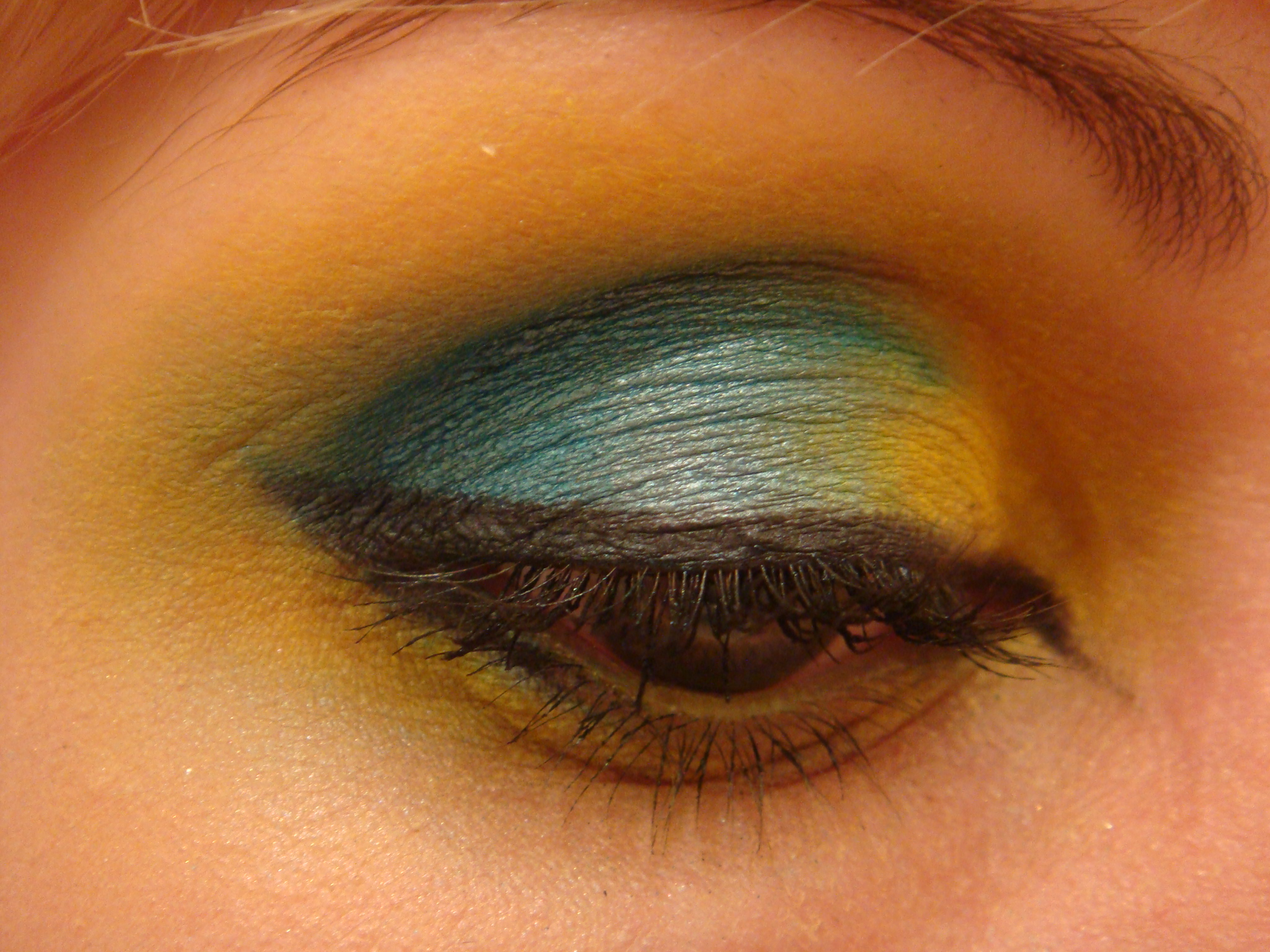
Lidstrich mit schwarzem Kajal

Ein Lidstrich ist eine farbige Linie, die zu kosmetischen Zwecken am Auge, vor allem am Oberlid, gezogen wird. Ziel des Lidstriches ist es, die Form des Auges zu betonen oder optisch zu verändern.

## Anwendung
Ein Lidstrich wird möglichst nah an den Wimpern gezogen, im Idealfall beginnt er im inneren Augenwinkel als feine Linie, die dann im Verlauf des Oberlides breiter wird und im äußeren Augenwinkel wieder fein ausläuft. Endet die Linie mit dem äußeren Augenwinkel, wirkt das Auge groß (Rehauge), läuft sie noch ein Stück über den Winkel hinaus, erscheint das Auge katzenhaft.
Am Unterlid sollte ein Lidstrich nur sehr fein ausfallen und im besten Fall keine harte Linie sein, sondern verwischt und rauchig erscheinen.
Generell gilt: Je härter, das heißt schärfer umrissen eine Linie ist, desto dramatischer wirkt der Lidstrich; je verwischter eine Linie aussieht, desto natürlicher und weicher wirkt der Lidstrich.
Um einen Lidstrich zu ziehen, hat man mehrere Auftragehilfen zur Auswahl, die in folgender Übersicht von „dramatisch“ (oben) bis „natürlich“ (unten) geordnet sind:
- Flüssigen Lidstrich in der Patrone mit Pinselchen oder Samtfeder zum Auftragen.
- Stifte mit Filzspitze, mit Tusche gefüllt
- Gel-Eyeliner im Töpfchen, der mit einem Pinsel aufgetragen wird
- bleistiftähnliche Stifte (Kajal)
- Lidstrich mit dunklem Lidschatten, der mit einem angefeuchteten Pinsel aufgetragen wird.

Die klassische Farbe für Lidstrich ist schwarz, natürlicher wirkt er in Braun- oder Grautönen, bunte Farben wirken auffälliger.

## Historisches
In Europa war der Lidstrich im Laufe der Jahrzehnte stark der Mode unterworfen. Während man in den 50er Jahren lange „Schwänzchen“ zeichnete, d. h., den Lidstrich über den äußeren Lidrand fein auslaufen ließ, lag er in den 60er Jahren oft als dicker schwarzer Balken über den Augen. Seit Ende der 1990er Jahre wird der Lidstrich in der Regel als feine Linie auf dem Oberlid gezeichnet, die die Augenform wenig verändert.